# Максимів Володимир Михайлович
Володимир Михайлович Максимів (нар. 9 лютого 1956, село Вовків Перемишлянського району Львівської області) — віце-президент та академік Лісівничої академії наук України, декан технологічного факультету Національного лісотехнічного університету України, доктор технічних наук, професор.

## Біографія
Народився 9 лютого 1956 року в с. Вовків Перемишлянського району Львівської області. У 1975 році з відзнакою закінчив Львівський технікум механічної обробки деревини за спеціальністю «Меблеве виробництво». У 1980 році закінчив з відзнакою Львівський лісотехнічний інститут (тепер — Національний лісотехнічний університет України) за спеціальністю «Технології деревообробки», отримавши кваліфікацію інженера-технолога з автоматизації.
Кандидатську дисертацію на тему «Інтенсифікація функціонування стрічкопилкових лісопиляльних потоків» захистив у 1988 році. У 1999 р. захистив докторську дисертацію на тему «Методи обґрунтування ефективних варіантів ліній меблевого виробництва». Вчене звання доцента присвоєно у січні 1993 року, професора — у грудні 2002 року.
Після закінчення технікуму працював на Фастівській меблевій фабриці. У Львівському лісотехнічному інституті працював інженером, завідувачем лабораторії, молодшим та старшим науковим співробітником. Викладацьку роботу розпочав старшим викладачем кафедри автоматизації виробничих процесів, електротехніки та теплотехніки у 1989 році.
З 2000 р. — декан технологічного факультету Українського державного лісотехнічного університету. У 2011 р. очолив новостворену кафедру технологій лісопиляння, столярних та дерев'яних будівельних виробів.

## Наукова та педагогічна діяльність
Основна педагогічна діяльність пов'язана із підготовкою фахівців за напрямами «Деревооброблювальні технології», «Автоматизація та комп'ютерно-інтегровані технології», «Облік і аудит». Викладає дисципліни, пов'язані з автоматизацією процесів виробничої та інтелектуальної діяльності: «Автоматика та автоматизація виробничих процесів», «Системи автоматизованого проектування у галузі».
Як голова Науково-методичної комісії з напряму «Деревооброблювальні технології», веде значну роботу з удосконалення підготовки фахівців для деревообробної та меблевої промисловості України. Є співавтором розроблення навчальних планів і програм для підготовки бакалаврів та магістрів за відповідним напрямом. Бере участь у роботі державних комісій з атестації та акредитації.
Основними напрямами наукової діяльності Максиміва В. М. є підвищення ефективності роботи технологічних потоків та автоматизованих ліній у деревообробці і меблярстві, дослідження процесів поздовжнього розпилювання колод на конкретний вид пилопродукції. Наукова діяльність тісно пов'язана із виробництвом. Протягом останніх десяти років Максимів В. М. є керівником робіт, які виконуються на замовлення Міністерства промислової політики України.
Бере активну участь у підготовці науково-педогогічних кадрів найвищої кваліфікації. Голова спеціалізованої вченої ради із захисту докторських дисертацій за спеціальністю «Технологія деревообробки, виготовлення меблів та виробів з деревини». Під його керівництвом захищені три кандидатські та дві докторські дисертації.
За період науково-педагогічної діяльності вчений опублікував понад 150 наукових праць у вітчизняних і зарубіжних виданнях. Серед них:
- Максимів В. М. Моделювання процесів функціонування автоматизованих ліній деревообробки. — К.: ІСДО, 1997. — 185 с.
- Дудюк Д. Л., Максимів В. М., Сорока Л. Я. Моделювання і оптимізація технологічних потоків лісопереробки. — К.: ІСДО, 1996. — 418 с.
- Дудюк Д. Л., Загвойська Л. Д., Максимів В. М., Сорока Л. Я. Елементи теорії автоматичних ліній. — К.: ІЗМН, 1998. — 192 с.
- Валюх О. А., Максимів В. М. Елементи теорії автоматичного керування. — Львів: Афіша, 2002. — 125 с.
- Озарків І. М., Білей П. В., Максимів В. М. Теплові процеси у деревообробці. — Львів: РВВ НЛТУ України, 2008. — 262 с.
- Ференц О. Б., Максимів В. М. Технологія столярних виробів. — Львів: Карен, 2011. — 400 с.

З 2007 р. вчений є головним редактором міжвідомчого наукового журналу «Лісове господарство, лісова, паперова та деревообробна промисловість». Сформував міжнародну редакційну колегію, матеріали публікуються англійською мовою. Журнал розсилається у Польщу, Словаччину, Румунію, Австрію, США та інші країни.

## Нагороди
За вагомий внесок у підготовку фахівців професор Максимів В. М. нагороджений Почесними грамотами Національного лісотехнічного університету України, Почесною грамотою Міністерства промислової політики, Почесними грамотами міських голів м. Києва й м. Львова та іншими відзнаками.